# Leo Riedel
Leo Riedel (* 8. Juni 1884; † 1946) war ein deutscher Konteradmiral der Reichsmarine.

## Leben
Leo Riedel trat im April 1902 in die Kaiserliche Marine ein. Am 22. März 1914 wurde er Kapitänleutnant. Später war er bis November 1917 erst Kommandant von S 141, dann von B 97. Mit B 97 nahm er als Einheit der 4. Halbflottille der II. Torpedoboots-Flottille an der Schlacht am Skagerrak teil. Für einen Monat war er Admiralstabsoffizier im Stab des II. Führers der Torpedoboote. Bis Kriegsende war er III. Adjutant bei der Torpedoinspektion.
Nach dem Krieg wurde er in die Reichsmarine übernommen und hier am 1. Januar 1921 Korvettenkapitän. 1924 war er Kommandeur der Torpedoschule in Mürwik und zugleich mit der Wahrnehmung der Geschäfte des Kommandeurs der Marinenachrichtenabteilung beauftragt. Am 1. Januar 1928 Fregattenkapitän und am 1. Juni 1929 Kapitän zur See, war er Kommandeur der Schiffsstammdivision der Nordsee in Wilhelmshaven. Er wurde Kommandant von Wilhelmshaven.
Später wurde er nach seiner Verabschiedung aus der Marine als Konteradmiral a. D. mit der Wahrnehmung des Geschäfte als Reichskommissar der Seeämter Rostock und Lübeck beauftragt und war zeitgleich Reichskommissar des Seeamtes Flensburg.

## Werke (Auswahl)
- Über die Notwendigkeit der Verstärkung unserer Seemacht (Vortrag vor dem Alldeutschen Verband). 1904.
- Das neue Gesetz über die Untersuchung von Seeunfällen. In: Marine-Rundschau, Bände 40–41, 1935, S. 187 ff.